# Troy (Pensilvania)
Troy es un borough ubicado en el condado de Bradford en el estado estadounidense de Pensilvania. En el año 2000 tenía una población de 1,508 habitantes y una densidad poblacional de 746 personas por km².

## Geografía
Troy se encuentra ubicado en las coordenadas 41°46′56″N 76°47′22″O / 41.78222, -76.78944.

## Demografía
Según la Oficina del Censo en 2007 los ingresos medios por hogar en la localidad eran de $27,426 y los ingresos medios por familia eran $41,667. Los hombres tenían unos ingresos medios de $30,625 frente a los $20,972 para las mujeres. La renta per cápita para la localidad era de $16,963. Alrededor del 21.1% de la población estaba por debajo del umbral de pobreza.